# Litauische Luftstreitkräfte
Die Litauischen Luftstreitkräfte (litauisch Karinės oro pajėgos) sind eine Teilstreitkraft der Litauischen Armee und unterstehen dem litauischen Verteidigungsministerium. Der Befehlshaber der Luftstreitkräfte ist Oberst Antanas Matutis. Wichtigster Stützpunkt der Luftstreitkräfte ist der Flughafen Šiauliai.

## Geschichte

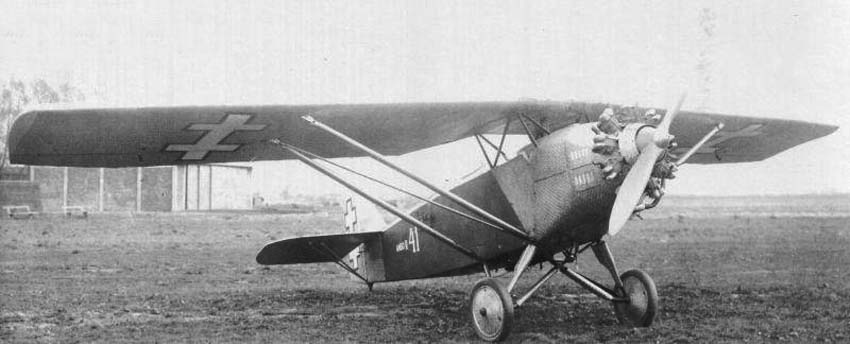
Litauische ANBO III, entworfen von Antanas Gustaitis

Im Zusammenhang mit der staatlichen Unabhängigkeit, wurde im November 1918 mit dem Aufbau der litauischen Luftstreitkräfte begonnen. Die ersten Flugzeuge der Truppe stammten aus Russland und Deutschland. In den 1920er und 1930er Jahren wurde die Luftwaffe ausgebaut und verfügte in dieser Zeit über drei größere Stützpunkte und jeweils drei Aufklärungs- und Kampfflugzeug- sowie zwei Bomberstaffeln. Ein Teil der damals eingesetzten Maschinen stammte sogar aus heimischer Produktion, auf Grundlage von Entwürfen von Antanas Gustaitis.
Litauen wurde 1940 ohne Gegenwehr von der Sowjetunion besetzt. Die eigenständigen litauischen Luftstreitkräfte wurden aufgelöst – Teile des Fluggeräts und der Mannschaften wurden in der Folgezeit von der Roten Armee genutzt.

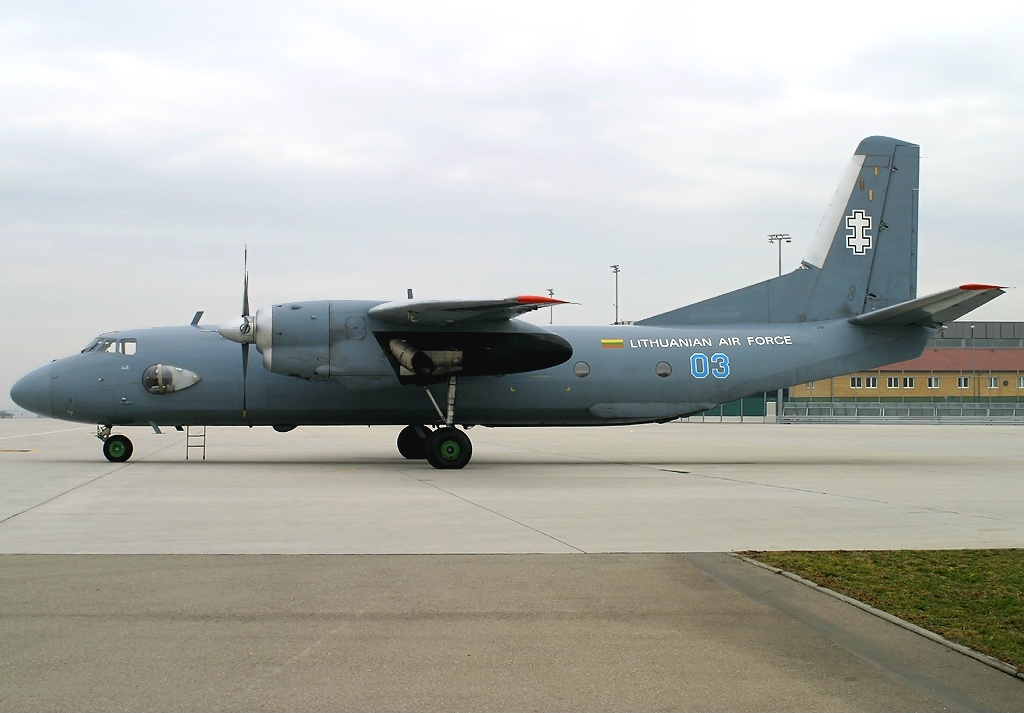
Litauische Antonow An-26

Als Litauen Anfang der 1990er Jahre die Unabhängigkeit zurückerlangte, wurde auch die Luftwaffe neu aufgestellt. Das Personal wurde zunächst aus zumeist aus Litauen stammenden Angehörigen der sowjetischen Luftstreitkräfte rekrutiert.
Nachdem man anfangs einige sowjetische Einrichtungen übernommen hatte, wurden die Anlagen in den nächsten Jahren modernisiert und erweitert (Aufbau weiterer Radarstationen, Konzentration und Sanierung bei den Flugplätzen). Dies galt und gilt auch für die Ausrüstung, die nach und nach durch neu und gebraucht erworbenes Gerät (Flugzeuge, Hubschrauber, Radargeräte und Waffensysteme) erweitert und modernisiert wurde. Zudem wurden, insbesondere seit dem NATO-Beitritt des Landes im Jahr 2004, die Standards des Bündnissystems u. a. bei der Überwachung des Luftraums schrittweise implementiert.
Aktuell steht der Ausbau der Luftabwehr, insbesondere der Aufbau eines Abwehrsystems mittlerer Reichweite, im Mittelpunkt. Daneben ist man (z. B. bei der Ablösung der Transporthubschrauber Mil Mi-8) bemüht, das verbliebene Inventar aus sowjetischer und russischer Produktion durch Ausrüstung aus dem Westen zu ersetzen.
Befehlshaber der Luftstreitkräfte
Seit ihrem Wiederaufbau im Jahr 1992 wurden die litauischen Luftstreitkräfte von folgenden Offizieren geführt:

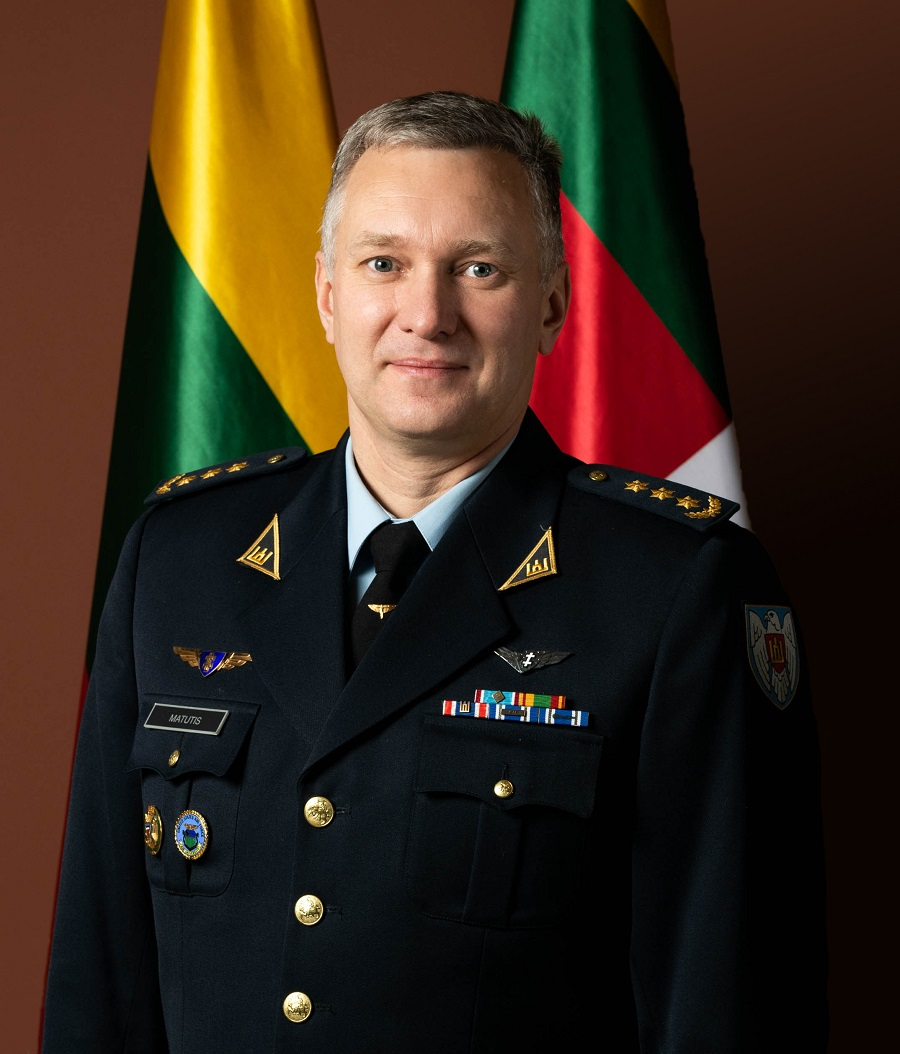
Antanas Matutis

| Name                 | Dienstzeit                             | Bemerkung                                                                        |
| -------------------- | -------------------------------------- | -------------------------------------------------------------------------------- |
| Zenonas Vegelevičius | 2. Januar 1992 – 15. Mai 2000          |                                                                                  |
| Edvardas Mažeikis    | 16. Mai 2000 – 16. Juni 2002           |                                                                                  |
| Jonas Patašius       | 17. Juni 2002 – 22. September 2002     | vertretungsweise                                                                 |
| Edmundas Adomynas    | 23. September 2002 – 17. August 2003   | vertretungsweise                                                                 |
| Edvardas Mažeikis    | 18. August 2003 – 5. September 2004    |                                                                                  |
| Jonas Marcinkus      | 6. September 2004 – 22. September 2005 |                                                                                  |
| Artūras Leita        | 20. Januar 2006 – 9. Januar 2011       | amtierend bereits ab September 2005                                              |
| Edvardas Mažeikis    | 10. Mai 2011 – 10. Juni 2014           | 2. Amtszeit                                                                      |
| Audronis Navickas    | 10. Juni 2014 – Februar 2017           | seit November 2016 suspendiert und vertreten vom Stabschef (Devis Martusevičius) |
| Dainius Guzas        | 29. Mai 2017 – 28. Juni 2022           |                                                                                  |
| Antanas Matutis      | seit 28. Juni 2022                     |                                                                                  |

## Aufgaben
Die Aufgabe der litauischen Luftstreitkräfte ist die Überwachung, Kontrolle und Verteidigung des eigenen Luftraums, sowie die Unterstützung der Land- und Seestreitkräfte, insbesondere bei Transport- und Search-and-Rescue-Aufgaben.
Aktuell verfügt die Luftwaffe nur über Trainings- und Transportluftfahrzeuge – keine Kampfflugzeuge. Daher wird der Teil der Luftraumüberwachung und -verteidigung, der von Kampfflugzeugen übernommen wird, zurzeit von anderen NATO-Partnern durchgeführt (siehe hierzu Air Policing Baltikum).

## Organisation

### Struktur
Die litauischen Luftstreitkräfte sind aktuelle in folgende Bereiche gegliedert:
- Fliegerhorst Flughafen Šiauliai
Nach dem Abzug der russischen Luftstreitkräfte wurden zunächst mehrere Basen übernommen. Anfang des 21. Jahrhunderts konzentrierte man sich ausschließlich auf Šiauliai und begann diese Basis nach und nach zu modernisieren.
- Luftraumverteidigung
Das Luftverteidigungsbataillon wurde im Jahr 2000 aufgestellt. Zur Ausrüstung und Ausbildung der Einheit war man im Vorfeld eine Kooperation mit Schweden eingegangen.
- Luftraumüberwachung und -kontrolle
Das Luftraumüberwachungs- und -kontrollkommando in seiner heutigen Form geht auf das Jahr 2000 zurück. Mit der Überwachung des nationalen Luftraums wurde aber bereits 1992 begonnen. Insgesamt wurden im Laufe der Jahre sechs Radarstationen eingerichtet, um den litauischen Luftraum und dessen mögliche Verletzung zu überwachen.
Um die Leistungsfähigkeit der Einheit zu verbessern, wurde 2015 begonnen die Stationen in Antaveršis (Rajongemeinde Prienai), Degučiai (Rajongemeinde Šilutė) und Ceikiškės (Rajongemeinde Ignalina) zu modernisieren und mit neuen 3D-Langstrecken-Radarsystem auszustatten. Diese Arbeiten sollen bis 2021[veraltet] abgeschlossen werden.[4]
- Depot der Luftstreitkräfte
Die Reparatur- und Versorgungseinrichtung der Luftstreitkräfte in ihrer heutigen Form wurde im Jahr 2004 gegründet.

### Dienstgrade
|            | Generäle  | Generäle              | Generäle          | Generäle           | Stabsoffiziere | Stabsoffiziere          | Stabsoffiziere | Offiziere | Offiziere              | Offiziere   |
| ---------- | --------- | --------------------- | ----------------- | ------------------ | -------------- | ----------------------- | -------------- | --------- | ---------------------- | ----------- |
|            |           |                       |                   |                    |                |                         |                |           |                        |             |
| Dienstgrad | Generolas | Generolas leitenantas | Generolas majoras | Brigados generolas | Pulkininkas    | Pulkininkas leitenantas | Majoras        | Kapitonas | Vyresnysis leitenantas | Leitenantas |
|            | General   | Generalleutnant       | Generalmajor      | Brigadegeneral     | Oberst         | Oberstleutnant          | Major          | Hauptmann | Oberleutnant           | Leutnant    |

|            | Unteroffiziere     | Unteroffiziere | Unteroffiziere               | Unteroffiziere  | Unteroffiziere                    | Unteroffiziere       | Unteroffiziere                    | Unteroffiziere | Unteroffiziere |
| ---------- | ------------------ | -------------- | ---------------------------- | --------------- | --------------------------------- | -------------------- | --------------------------------- | -------------- | -------------- |
|            |                    |                |                              |                 |                                   |                      |                                   |                |                |
| Dienstgrad | Seržantas majoras  | Viršila        | Štabo seržantas specialistas | Štabo seržantas | Vyresnysis seržantas specialistas | Vyresnysis seržantas | Seržantas specialistas            | Seržantas      | Grandinis      |
|            | Oberstabsfeldwebel | Stabsfeldwebel | Hauptfeldwebel               | Hauptfeldwebel  | Oberfeldwebel/ Feldwebel          | Feldwebel            | Stabsunteroffizier/ Unteroffizier | Unteroffizier  | Stabsgefreiter |

|            | Mannschaften                  | Mannschaften | Mannschaften        |
| ---------- | ----------------------------- | ------------ | ------------------- |
|            |                               |              |                     |
| Dienstgrad | Vyresnysis eilinis            | Eilinis      | Jaunesnysis eilinis |
|            | Hauptgefreiter/ Obergefreiter | Gefreiter    | Flieger             |

## Ausrüstung

### Fluggerät
Von den litauischen Luftstreitkräften wurden Ende 2022 folgende Luftfahrzeuge eingesetzt:
| Luftfahrzeuge    | Foto | Herkunft           | Verwendung                     | Version        | Aktiv | Bestellt | Anmerkungen |
| Flugzeuge        |      |                    |                                |                |       |          | |
| Let L-410        |      | Tschechoslowakei   | Kurzstrecken-Transportflugzeug | L-410 UVP      | 2     |          | Im Jahr 1992 wurden zwei L-410 aus Altbeständen der Nationalen Volksarmee übernommen und 2006 grundlegend überholt.           |
| Alenia C-27J     |      | Italien            | Mittleres Transportflugzeug    | Spartan        | 3     |          | in den Jahren 2006 bis 2009 von Alenia Aeronautica geliefert                                                                  |
| Hubschrauber     |      |                    |                                |                |       |          | |
| Mil Mi-8         |      | Russland           | TransporthubschrauberSAR       | Mi-8MTW-1Mi-8T | 2     |          | |
| Eurocopter AS365 |      | Frankreich         | SAR                            | AS 365 N3+     | 3     |          | im Jahr 2015 geliefert (ersetzten z. T. die Mil Mi-8)                                                                         |
| Sikorsky UH-60   |      | Vereinigte Staaten | Transporthubschrauber/SAR      | UH-60M         |       | 4        | Vier Stück sollen ab 2024 geliefert werden und die letzten verblieben Mil Mi-8 ersetzen. Zwei weitere Exemplare sind geplant. |

Darüber hinaus besaßen die Luftstreitkräfte lange Jahre eigene Aero L-39 Schulflugzeuge. Die letzte Maschine wurde 2021 an die Ukraine abgegeben.
Im Rahmen des Strategic-Airlift-Capability-Programms werden von Litauen und den anderen Teilnehmerstaaten zudem drei C-17 Globemaster III betrieben, die für den militärischen strategischen Lufttransport genutzt werden können.

### Flugabwehr
Zur Flugabwehr verfügt Litauen aktuell über folgende Kurzstrecken-Abwehr-Systeme:
- Stinger
- RBS 70

Zudem wurden 2020 zwei NASAMS-Raketenbatterien mit mittlerer Reichweite aus Norwegen geliefert. Bis 2021 sollten diese in das Luftüberwachungs- und -verteidigungssystem der baltischen Staaten und der NATO integriert werden. Für die Anschaffung und notwendige Schulung waren von Litauen Ausgaben von etwa 110 Millionen Euro geplant.

### Radar
Zur Überwachung des Luftraums werden folgende Systeme eingesetzt:
- Langstrecken-Zielerfassungsradar P-37
- Langstrecken-Zielerfassungsradar P-18
- Mittelstrecken-Zielerfassungsradar TRML-3D/32

Bis zum Jahr 2019[veraltet] sollen zusätzlich fünf Kurzstreckenradarsysteme aus israelischer Produktion in Varėna, Švenčionys, Vilnius, Jurbarkas und Pagėgiai aufgebaut werden. Darüber hinaus sollen, in Kooperation mit der NATO, bis 2021[veraltet] drei 3D-Langstrecken-Radarsysteme der nächsten Generation angeschafft werden.

## Internationale Zusammenarbeit

### BaltNet
BaltNet (Baltic Air Surveillance Network) ist das seit dem Jahr 2000 bestehende radargestützte militärische Luftraumüberwachungssystem der Streitkräfte von Estland, Lettland und Litauen. Es ist seit der NATO-Mitgliedschaft der baltischen Staaten in die Luftraumüberwachung (Air Policing) des nordatlantischen Bündnisses integriert.
Die Zentrale des BaltNet, das Regional Airspace Surveillance Co-ordination Centre (RASCC), befindet sich in Kaunas.

### Air Policing Baltikum
Seitdem Estland, Lettland und Litauen im Jahr 2004 der NATO beitraten, wird die Überwachung und Sicherung des Luftraums von anderen NATO-Mitgliedern übernommen. Der Grund für das Air Policing Baltikum ist, dass die litauischen, lettischen und estnischen Streitkräfte zwar durch Zusammenarbeit im Baltic Air Surveillance Network (BALTNET) seit 2006 Luftraumüberwachung durchführen können, aufgrund des Fehlens fliegender Waffensysteme jedoch nicht in der Lage sind Sichtidentifikation durchzuführen oder die Lufthoheit (zum Beispiel durch Abfangen oder Abdrängen) selbst durchzusetzen.

### Strategic Airlift Capability
Die Strategic Airlift Capability ist eine Initiative mehrerer NATO-Mitgliedsstaaten und zweier Partnernationen (Schweden und Finnland), welche Absichtserklärungen zum gemeinsamen Kauf und Betrieb von drei C-17 Globemaster III unterzeichneten. Diese Maschinen operieren auf ähnliche Weise wie die AWACS-Flugzeuge der NATO – mit multinationalen Besatzungen und einer multinationalen militärischen Führungsstruktur und sind auf dem Luftwaffenstützpunkt Pápa in Ungarn stationiert.